# Larsmo
Larsmo (fiń. Luoto) – gmina w Finlandii, położona w zachodniej części kraju, należąca do regionu Ostrobotnia.

## Miasta partnerskie
- Klæbu
- Malå